# Бібліотека імені Олеся Донченка для дітей
Бібліотека імені О. Донченка для дітей Солом'янського району м.Києва.
Входить до складу Централізованої бібліотечної системи Солом'янського району м.Києва.

## Характеристика
Площа приміщення бібліотеки — 268 м², книжковий фонд — 13,6 тис. примірників. Щорічно обслуговує 2,9 тис. користувачів. Кількість відвідувань — 26,6 тис., книговидач — 58,5 тис. примірників.

## Історія бібліотеки
Бібліотека відкрита у грудні 1961 року по вулиці Уманській, 35. В 1973 році бібліотека переїхала в нове приміщення по вулиці Єреванській, 13 корпус 1.
1969 року їй присвоєно ім'я українського письменника Олеся Донченка. В бібліотеці є його меморіальний куточок. Протягом усього періоду існування вона обслуговує одні і ті ж загальноосвітні заклади. Кілька поколінь дітей мікрорайону виросло в її стінах. Активно залучається допомога батьків і рідних дітей-читачів. В 2012 році художником був оформлений молодший відділ обслуговування.
Структура: відділ обслуговування дітей дошкільного віку та учнів 1-3 класів; відділ обслуговування учнів 5-9 класів.